# Pillarbox

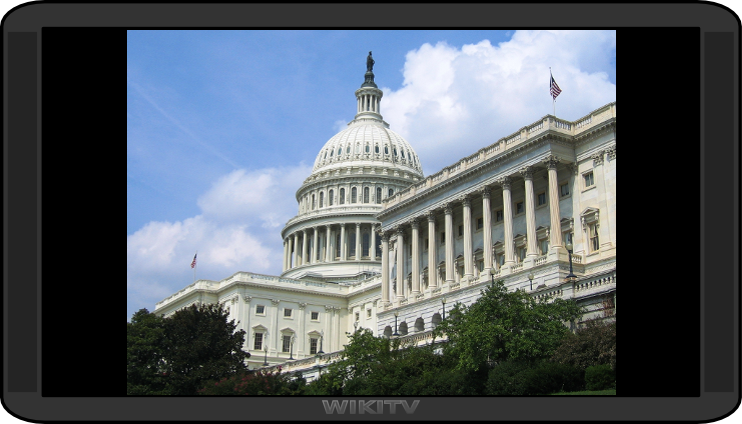
Immagine in formato 4:3 mostrata su uno schermo in formato 16:9 tramite la tecnica del pillarbox

Il pillarbox è un effetto video impiegato sugli schermi widescreen, in cui all'immagine originaria vengono aggiunte lateralmente due bande nere (in inglese dette matte). Ciò risulta necessario se il filmato originario non era progettato per il widescreen e deve essere riprodotto su schermi che invece lo supportano (o comunque possiedono un rapporto d'aspetto più largo rispetto all'immagine da riprodurre): in tal caso, il filmato viene scalato in altezza (mantenendo inalterate le sue proporzioni) e posizionato al centro dello schermo.
Il pillarbox è in pratica analogo al letterbox, dove invece le bande nere vengono aggiunte sopra e sotto l'immagine da riprodurre.  Il suo nome deriva dalle cassette postali a forma di colonna denominate pillar box e diffuse principalmente nel Regno Unito, le quali presentano una fessura verticale. Combinando insieme il letterbox ed il pillarbox, si ottiene l'effetto windowbox, in cui all'immagine riprodotta vengono aggiunte le bande nere su tutti e 4 i lati.
Per utilizzare l'intera area dello schermo su un monitor widescreen e prevenire l'effetto "burn-in" inverso sugli schermi al plasma, l'alternativa più semplice al pillarbox è quella di ritagliare l'immagine in alto e in basso (oppure di applicare un pan and scan di tipo verticale, denominato "tilt and scan"), ma così facendo si perderanno inevitabilmente delle porzioni di filmato. Si potrebbe anche riempire lo schermo distendendo l'immagine su tutta l'area disponibile, ma ciò la distorcerebbe completamente, snaturandone le proporzioni.
Poiché alcune risoluzioni di schermo possono essere usate sia per il fullscreen sia per il widescreen, è possibile adottare il widescreen signaling (WSS) nel flusso digitale del segnale video per indicare automaticamente al dispositivo la modalità video da impiegare sullo schermo, così da prevenire l'utilizzo del pillarbox.
Alcuni vecchi videogiochi arcade che hanno nel loro formato video un'altezza maggiore della larghezza vengono mostrati in pillarbox anche su televisori in formato 4:3. Alcuni dei primi film sonori girati tra il 1928 e il 1931 furono realizzati con formati video più stretti in larghezza per lasciare spazio alla traccia sonora che accompagnava la pellicola; per tale motivo essi appaiono in pillarbox anche su schermi in formato 4:3.

## Pillarbox stilizzato

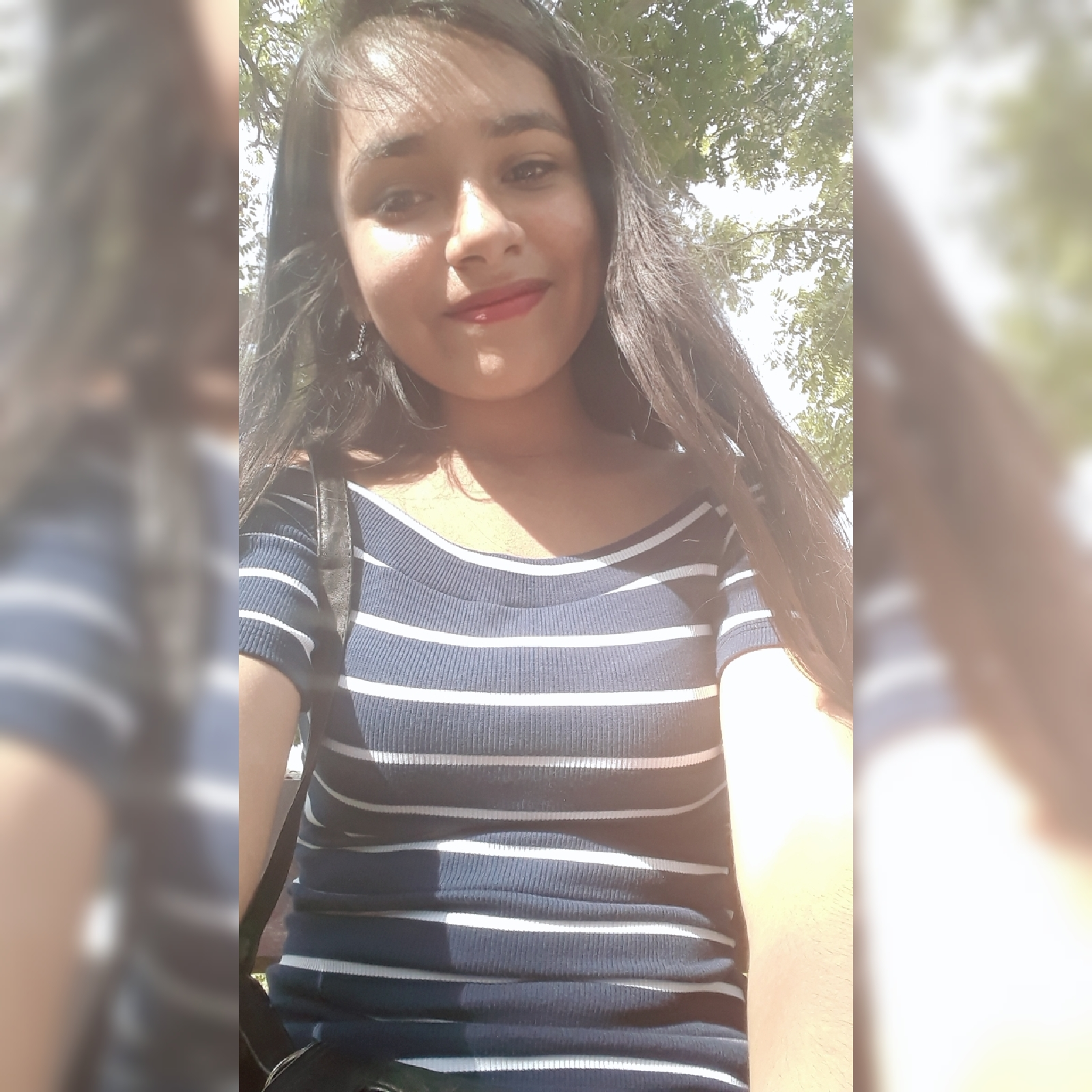
Un'immagine verticale riempita con un "pillarbox sfocato"

Alcune reti televisive in alta definizione utilizzano il cosiddetto "pillarbox stilizzato", ossia riempiono le aree vuote ai lati dell'immagine con il loro logo HD oppure con delle grafiche statiche e/o in movimento (anziché con le bande nere) quando il video da trasmettere è disponibile solo in 4:3 (soprattutto per quanto riguarda filmati di repertorio girati in definizione standard). L'utilizzo delle grafiche assicura agli spettatori di star guardando la versione HD di un canale televisivo (invece di ritenere erroneamente di seguire la versione SD). Ciò consente anche di segnalare ai televisori widescreen che hanno un'opzione di scalatura automatica dell'immagine di non distorcere il video, essendo già predisposto ad un formato idoneo riproducibile sullo schermo.
Alcuni programmi televisivi (ad esempio i telegiornali) impiegano un particolare tipo di pillarbox stilizzato, denominato "blurred pillarbox", in cui il riempimento ai lati del video riprodotto è costituito da una sua replicazione ingrandita e sfocata; ciò viene adottato soprattutto se il video è stato girato con un dispositivo portatile (ad esempio uno smartphone) orientato verticalmente anziché orizzontalmente.